# Округ Едвардс (Канзас)
Округ Едвардс (енгл. Edwards County) је округ у америчкој савезној држави Канзас. По попису из 2010. године број становника је 3.037. Седиште округа је град Кинзли.

## Демографија
Према попису становништва из 2010. у округу је живело 3.037 становника, што је 412 (11,9%) становника мање него 2000. године.
| Група             | 2000.         | 2010.         |
| Белци             | 3.068 (89,0%) | 2.446 (80,5%) |
| Афроамериканци    | 11 (0,3%)     | 21 (0,7%)     |
| Азијати           | 11 (0,3%)     | 12 (0,4%)     |
| Хиспаноамериканци | 335 (9,7%)    | 534 (17,6%)   |
| Укупно            | 3.449         | 3.037         |